# Anatolij Sołomin
Anatolij Wasylowycz Sołomin (ukr. Анатолій Васильович Соломін, ros. Анатолий Васильевич Соломин, ur. 2 lipca 1952 we wsi Komarowka w obwodzie penzeńskim) – ukraiński lekkoatleta, chodziarz, medalista mistrzostw Europy w 1978, dwukrotny rekordzista świata. W czasie swojej kariery reprezentował Związek Radziecki. 
Nie ukończył chodu na 20 kilometrów w pucharze świata w chodzie w 1973 w Lugano, a w pucharze świata w chodzie w 1977 w Milton Keynes zajął w tej konkurencji 8. miejsce.
19 lipca 1978 w Wilnie ustanowił nieoficjalny rekord świata w chodzie na 20 kilometrów czasem 1:23:30 (w tym czasie IAAF nie uznawała oficjalnych rekordów świata w chodzie na ulicach). 
Zdobył brązowy medal w tej konkurencji na mistrzostwach Europy w 1978 w Pradze, przegrywając tylko z Rolandem Wieserem z Niemieckiej Republiki Demokratycznej (który poprawił jego rekord świata) oraz swym kolegą z reprezentacji Związku Radzieckiego Piotrem Poczinczukiem. 
26 kwietnia 1979 w Ałuszcie ustanowił rekord świata w chodzie na 20 000 metrów (na bieżni) czasem 1:22:59,4. Rekord ten przetrwał tylko trzy dni (poprawił go Gérard Lelièvre z Francji).
Sołomin zajął 4. miejsce w chodzie na 20 kilometrów w pucharze świata w chodzie w 1979 w Eschborn. Został zdyskwalifikowany w tej konkurencji na igrzyskach olimpijskich w 1980 w Moskwie. Zajął 7. miejsce na tym dystansie w pucharze świata w chodzie w 1981 w Walencji.
Zwyciężył w chodzie na 5000 metrów na halowych mistrzostwach Europy w 1983 w Budapeszcie, wyprzedzając swego kolegę z reprezentacji ZSRR Jewgienija Jewsiukowa i Erlinga Andersena z Norwegii (była to wówczas konkurencja pokazowa). Zajął 3. miejsce w chodzie na 20 kilometrów w pucharze świata w chodzie w 1983 w Bergen (wyprzedzili go tylko Jozef Pribilinec z Czechosłowacji i Ernesto Canto z Meksyku. Ustanowił wówczas najlepszy wynik w swojej karierze – 1:19:43. 
Ponieważ Związek Radziecki zbojkotował letnie igrzyska olimpijskie w 1984 w Los Angeles, Sołonin wystąpił na alternatywnych zawodach Przyjaźń-84 w Moskwie, gdzie zajął 2. miejsce w chodzie na 20 kilometrów (za swym kolegą z reprezentacji ZSRR Siergiejem Prociszynem, a przez innym zawodnikiem radzieckim Nikołajem Połozowem).
Był mistrzem ZSRR w chodzie na 20 kilometrów w 1977 i 1981, wicemistrzem w 1979 oraz brązowym medalistą w 1980.